# Hastado
Hastado ou hastato (do latim, hastatus) eram uma classe da infantaria do exército romano que lutava portando hastas. 
Posteriormente, (após a reforma de Camilo) teria mudado para adotar espadas e após as guerras púnicas, eles foram armados com o gládio. Eles eram formados pelas pessoas mais pobres da legião, que em virtude disso não podiam comprar melhores equipamentos, lutando como infantaria leve. 
Os hastati foram extintos, como classe de infantaria, após a reforma mariana, quando as legiões romanas foram armadas de modo uniforme.
Essa classe da infantaria costumava atuar na linha de frente. A lança que utilizavam possuía cerca de três metros de comprimento, com uma flecha de metal que se torcia com o impacto. Dessa forma, ao atingir o escudo do inimigo ela ficava com a ponta presa. Incapazes de retirá-la, o peso da lança mudava o centro de gravidade do escudo, tombando o mesmo para frente. Em alguns casos o inimigo acabava abandonando seu escudo, o obrigando a lutar desprotegido.